# MAN ND 202
MAN ND 202 – niskowejściowy autobus miejski, produkowany przez niemiecką firmę MAN. Największym odbiorcą tego autobusu jest berlińska firma BVG. Zlecała ona na zamówienie wersje dwudrzwiowe i trójdrzwiowe. W Polsce autobus tego typu eksploatuje od 2009 roku przedsiębiorstwo Transegion Przebędowo.